# Дубок (Брестская область)
Дубо́к (бел. Дубок) — деревня на юго-западе Брестского района Брестской области Белоруссии, у границы с Украиной. Входит в состав Домачевского сельсовета. Население — 96 человек (2023).

## География
Деревня Дубок расположена к юго-западу от деревни Гута, по правому берегу реки Копаювка, впадающей в Западный Буг. Деревня находится в 12 км к юго-востоку от посёлка Домачево и в 25 км к северо-западу от украинского Шацка. Граница с Украиной проходит в километре к югу от села, а граница с Польшей в 10 км к западу. Ближайшая ж/д станция в Домачево (линия Брест — Томашовка).

## История
В конце XVIII — начале XIX века в деревне построена деревянная униатская Ильинская церковь (сохранилась). В XIX веке — село Брестского уезда Гродненской губернии. В 1868 году село со 160 мужчинами и 179 женщинами — собственность графа Замойского. В 1875 году открыто народное училище. В 1886 году действовала православная церковь, церковно-приходская школа, корчма.
В 1890 году крестьянам деревни принадлежало 632,3 десятины земли, в народном училище училось 39 мальчиков. По переписи 1897 года — 121 двор, церковь, народное училище, корчма, хлебозапасный магазин и мастерская по производству гонта.
В 1905 году — деревня (934 жителя) и имение (20 жителей) Приборовской волости Брестского уезда.
В 1907—1913 годах входила в состав Домачевской волости.
В Первую мировую войну с 1915 года оккупирована германскими войсками. Согласно Рижскому мирному договору (1921) деревня вошла в состав межвоенной Польши, где принадлежала гмине Приборово Брестского повета Полесского воеводства. В 1921 году насчитывала 60 дворов.
С 1939 года в составе БССР, в 1940 году 149 дворов. В годы Второй мировой войны были убиты 57 жителей, 30 сельчан погибли на фронте.

## Население
Численность населения на 1 января 2023 года — 96 человек, 48 хозяйств.
Население — 108 человек (2019).
На 1 января 2018 года насчитывалось 133 жителя в 66 домохозяйствах, из них 11 младше трудоспособного возраста, 84 — в трудоспособном возрасте и 38 — старше трудоспособного возраста.

## Инфраструктура
- Ферма КРС «Дубок».
- Имеется кладбище, сельский клуб с библиотекой, фельдшерско-акушерский пункт[4]. До недавнего времени работала начальная школа.

## Достопримечательности

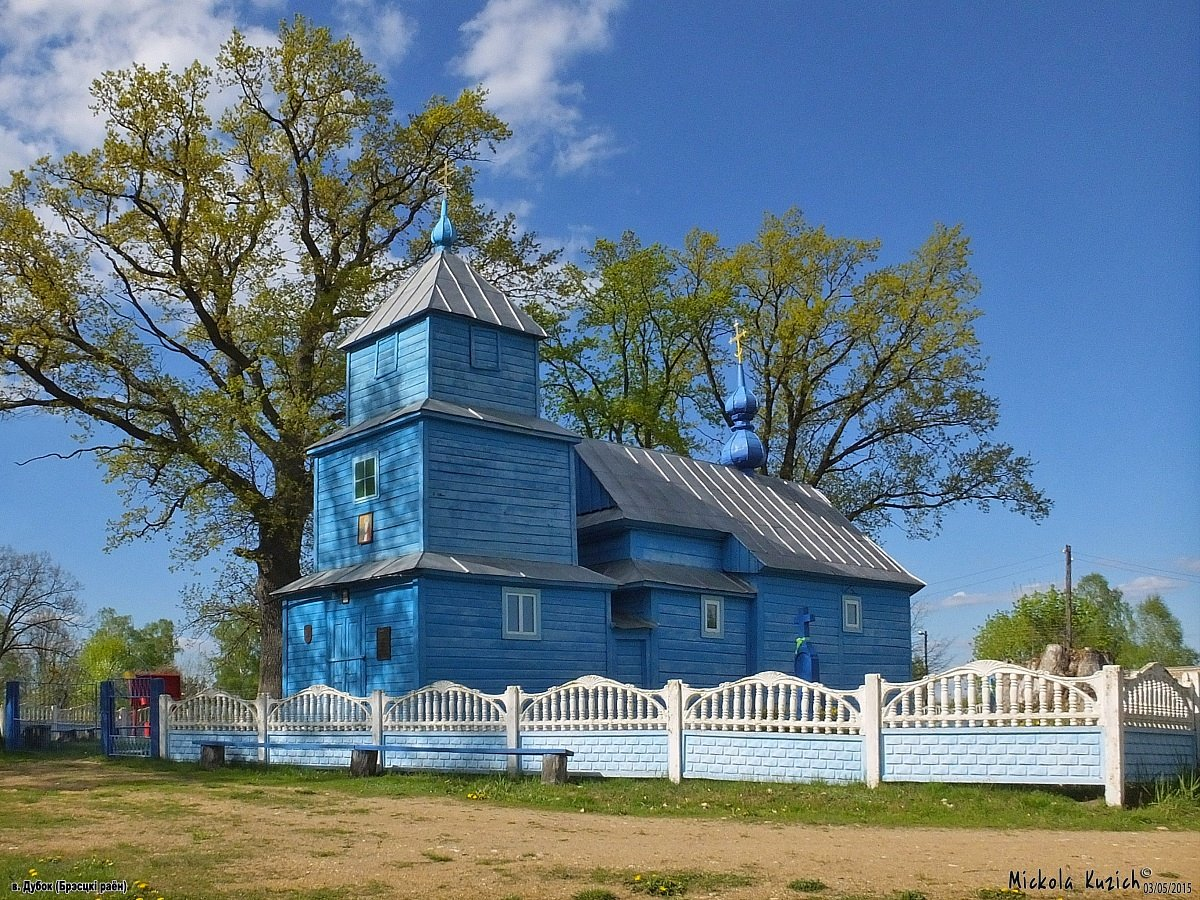
Ильинская церковь

- Ильинская церковьДеревянная православная Ильинская церковь. Построена в конце XVIII — начале XIX века, памятник архитектуры. Включена в Государственный список историко-культурных ценностей Республики Беларусь[5] —  Историко-культурная ценность Республики Беларусь, шифр 113Г000086